# Klamath Mountains
Les Klamath Mountains són una serralada de muntanyes del nord-oest de Califòrnia i del sud-oest d'Oregon als Estats Units. També són una ecoregió. El seu clima es caracteritza per les grans nevades i els estius molt secs. Hostatja arbres endèmics formant una de les majors col·leccions de coníferes del món. També té una rica fauna. Milions de les seves hectàrees són gestionades pel United States Forest Service. La subserralada més al nord de les Klamath Mountains són les Siskiyou Mountains.

## Els deu pics més alts
- 1. Mount Eddy (Trinity County, California; 9,029 peus (2,752 m))
- 2. Thompson Peak (Trinity County, California; 8,994 peus (2,741 m))
- 3. Mount Hilton (Trinity County California; 8,934 peus (2,723 m))
- 4. Caesar Peak (Siskiyou County, California; 8,920 peus (2,720 m))
- 5. Sawtooth Mountain (Trinity County, California; 8,891 peus (2,710 m))
- 6. Wedding Cake Mountain (Trinity County, California; 8,570 peus (2,610 m))
- 7. Caribou Mountain (Trinity County, California; 8,564 peus (2,610 m))
- 8. China Mountain (Siskiyou County, California; 8,551 peus (2,606 m))
- 9. Gibson Peak (Trinity County, California; 8,403 peus (2,561 m))
- 10. Boulder Peak (Siskiyou County, California; 8,299 peus (2,530 m))